# Coenochilus maurus
Coenochilus maurus är en skalbaggsart som beskrevs av Fabricius 1801. Coenochilus maurus ingår i släktet Coenochilus och familjen Cetoniidae. Inga underarter finns listade i Catalogue of Life.